# Колгоспна правда (Сатанів)
«Колго́спна пра́вда» — районна газета, що видавалася у Сатанові (нині селище міського типу Городоцького району Хмельницької області) у 1931—1941 та 1944—1959 роках. Наприкінці існування була органом Сатанівського райкому Компартії України та Сатанівської районної ради депутатів трудящих, мала наклад 2500 примірників, виходила тричі на тиждень на чотирьох сторінках .

## Історія газети
Перше число газети під назвою «Комуна» побачило світ 18 вересня 1931 року. Тоді це був орган Юринецького райкому КП(б)У та райвиконкому. 1933 року Юринецький район перейменували на Сатанівський. Під назвою «Комуна» газета виходила до 1 травня 1938 року.
На № 111 (3140) від 18 вересня 1959 року видання газети припинено у зв'язку з ліквідацією Сатанівського району  (сам район ліквідовано Указом Президії Верховної Ради УРСР від 23 вересня 1959 року ).